# Гілларі Дженссенс
Гілларі Дженссенс (англ. Hillary Janssens; нар. 21 липня 1994) — канадська веслувальниця, бронзова призерка Олімпійських ігор 2020 року.

## Виступи на Олімпіадах
| Олімпіада  | Дисципліна | Місце |
| ---------- | ---------- | ----- |
| Токіо 2020 | двійки     | 3     |

## Зовнішні посилання
- Гілларі Дженссенс на сайті FISA.

1. 1 2 3  Hillary Janssens
2. ↑  https://olympic.ca/team-canada/hillary-janssens/